# Donji Vrdol
Donji Vrdol bilo je selo u Zabiokovlju koje je obuhvaćalo dio današnjeg sela Rašćana, Rašćana Gornjih i Slivna. Pripadalo je župi Vrdolu.
Stari su povijesni izvori kao dio Vrdola ubrajali selo Hraštane (Rašćane). Ipak, Kreševska povelja koja prva spominje Vrdol, a to je 12. kolovoza 1434., navodi Rašćane kao dio Gorske župe. " „... u Gorskoi župi: selo Draglan s pravimi, mejami i kotari i selo Kozicu s pravimi, mejami i kotari i selo Hraštane s pravimi, mejami i kotari i selo Vrh Doo s pravimi, ...“".
Selo Rašćane nikada nije bilo u sastavu župe Vrdola već u sastavu župe Kozice. Makarski biskup Blašković je 26. srpnja 1762. od župe Kozice izdvojio dio sela Rašćana, pripojio mu dio nekadašnje župe Vrdola (zaselci koji su tada gravitirali crkvi sv. Mihovila Arkanđela) i tako je formirana nova župa Rašćane.
Crkva matica za selo Vrdol je crkva Svetog Mihovila Arkanđela u Rašćanima, koja se započela graditi koncem 16. stoljeća, i dovršena je 1600. godine.
Bila je dijelom Imotske krajine, kao i cijela Župa Biokovska. Izvjesno je da je do napoleonskih vremena župa Vrdol pripadala je pod crkvenu upravu franjevačkog samostana u Makarskoj, a da je zahtjev glavara Župe i okolnih sela za odvajanje od Imotske krajine i pripajanje Makarskoj 1797. odbio hrvatsko-ugarski kralj Franjo I. Godine 1835. godine župa Vrdol prestala je postojati i dijeli se na Krstatice i Župu.